# 红耳鹎
红耳鵯，又名红颊鹎，俗名高髻冠、高鸡冠、高冠鸟、黑头公、紅屎忽、gel頭雀等，原產於亞洲熱帶的鵯屬鳥類。是一種定居性食果動物，主要分佈於熱帶亞洲地區。它作為觀賞鳥被引入到世界上許多熱帶地區，並已在這些地區建立了族群。紅耳鵯有著響亮的三或四音節叫聲，主要以水果和小型昆蟲為食，喜歡顯眼地棲息在樹上。它常見於山林和城市花園。

## 分類
紅耳鵯由瑞典博物學家卡爾·林奈於1758年在他出版的《自然系統第十版》自然系統中以二名法Lanius jocosus的名稱正式描述。 種小名來自拉丁語的ioculus，意思是「歡樂的」（源自iocus，意為「笑話」）。 林奈的描述基於瑞典博物學家佩爾·奧斯貝克於1757年描述的Sitta Chinensis。 林奈將模式產地指定為「中國」，但1948年由赫伯特·吉爾頓·德尼安將其限制為香港和廣東。 現在，紅耳鵯被歸入德國動物學家弗里德里希·博伊厄於1826年創立的鵯屬（Pycnonotus）中。
在圈養環境中，曾觀察到紅耳鵯與黑喉紅臀鵯、白耳鵯、白眶鵯、黑冠黃鵯和白頰鵯等進行雜交。 也曾記錄到白化現象。

### 亞種
目前確認九個亞種：
- P. j. fuscicaudatus - (Gould, 1866)：最初被描述為一個獨立物種。分佈於印度西部和中部，擁有幾乎完整的胸帶且尾巴無白尖。
- P. j. abuensis - (Whistler, 1931)：分佈於印度西北部（模式產地為阿布山[12]），顏色較淡，胸帶不連續且尾巴無白尖。
- P. j. pyrrhotis - (Bonaparte, 1850)：最初被描述為屬於Ixos的一個獨立物種。分佈於印度北部的特萊和尼泊爾，上部顏色較淡，尾巴有白色尖端，胸帶分離較遠。
- P. j. emeria - (Linnaeus, 1758)：最初被描述為屬於Motacilla的一個獨立物種。[13] 分佈於印度東部至泰國西南部，上部呈溫暖的棕色，喙纖細且有長冠（也被引入到佛羅里達州[14]）。
- P. j. whistleri - Deignan, 1948：分佈於安達曼群島，上部羽毛為溫暖的棕色，喙較粗，冠羽比P. j. emeria短。
- P. j. monticola - (Horsfield, 1840)：最初被描述為屬於Ixos的一個獨立物種。分佈於東喜馬拉雅山脈至緬甸北部和中國南部，上部比P. j. pyrrhotis更深。
- P. j. jocosus - (Linnaeus, 1758)：分佈於中國東南部。
- P. j. hainanensis - (Hachisuka, 1939)：分佈於海南島（中國東南部海岸）。
- P. j. pattani - Deignan, 1948：分佈於緬甸南部和馬來半島北部，經泰國、印度支那南部，甚至延伸至爪哇和蘇門答臘。

## 描述

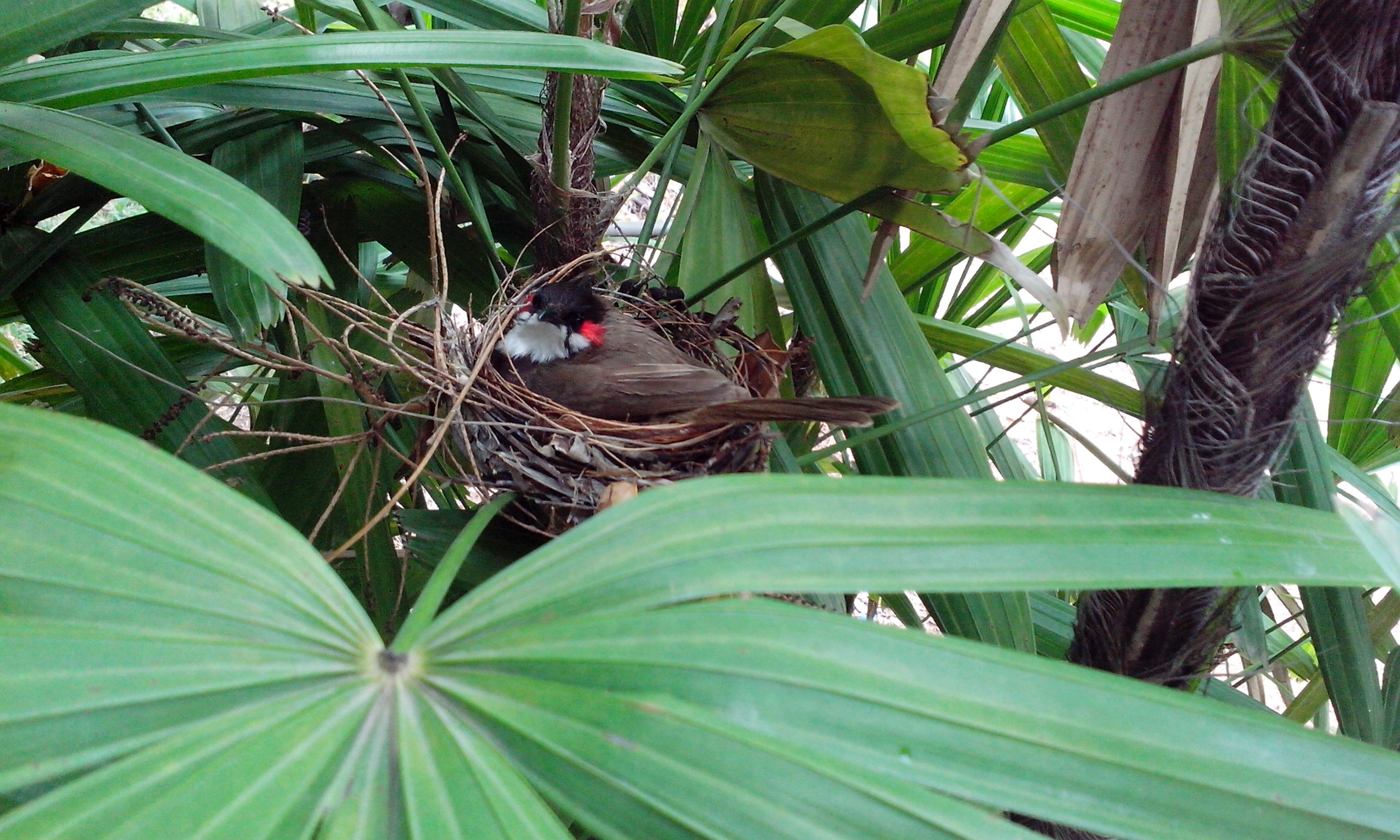
紅耳鵯和其巢

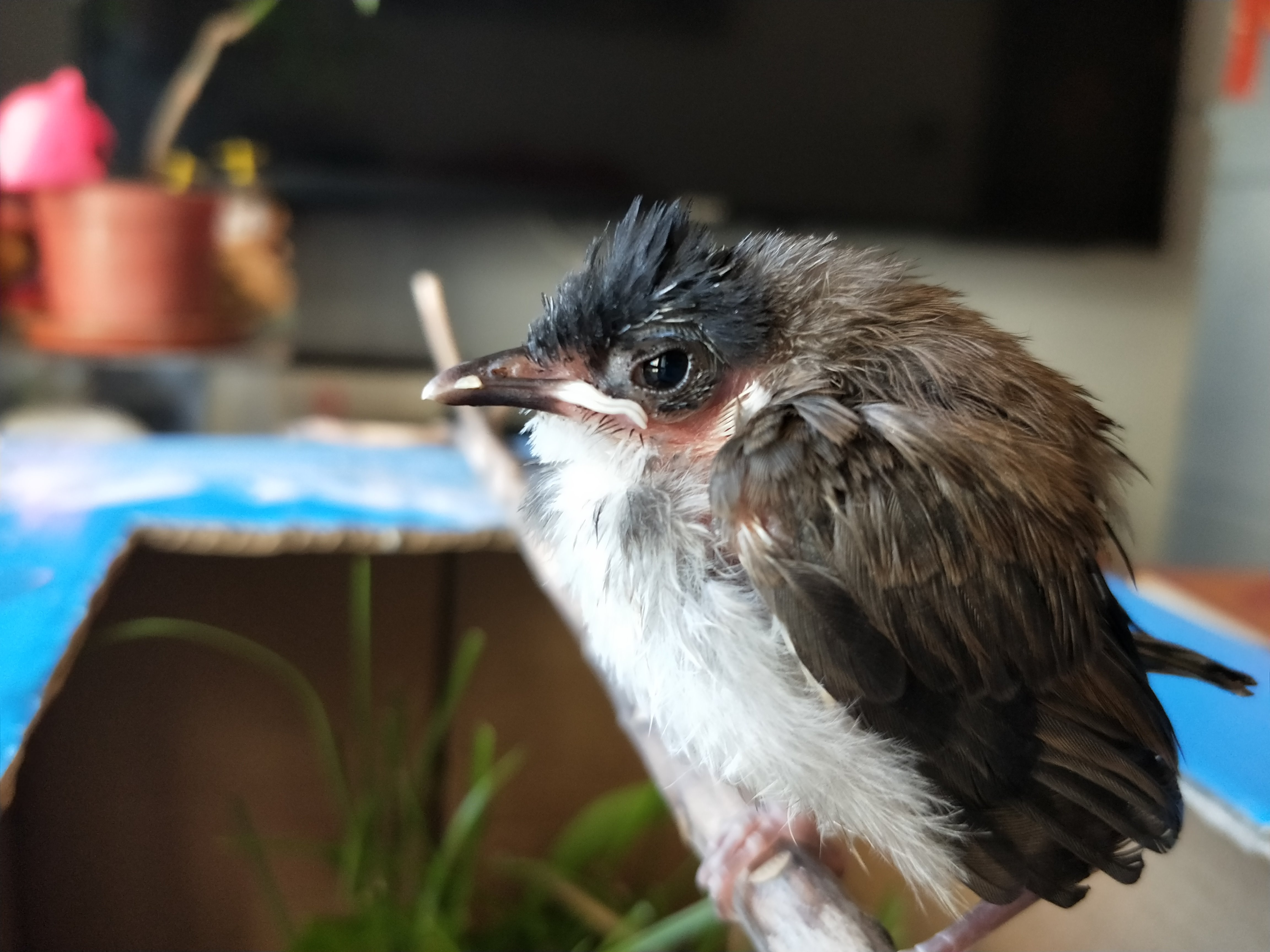
年輕的紅耳鵯（3週大）

成鸟全长20～22厘米，翼展约28厘米，体重23～42克。头顶及枕部黑色，具长的直立羽冠，眼下后方具红色块斑，颊部白色，颊纹黑色，喉部白色，两侧自下颈达胸部各有一条黑色带纹，带纹后边缘转为褐色。上体、尾羽褐色，外侧尾羽具白色端斑，下体白色，尾下覆羽红色。虹膜褐色，嘴及脚黑色。亚种monticola具完整的黑色胸带。雌鸟羽色似雄鸟，但黑羽均被替代为黑褐色。亚成鸟眼下后方黑色而无红色块斑，尾下覆羽棕色。。
牠們的叫聲響亮且具表現力，常被描述為尖銳的kink-a-joo（也有記錄為pettigrew、kick-pettigrew或pleased to meet you），而其鳴唱聲則是一種責備般的嘰喳聲。牠們往往更容易被聽到而非被看到，但經常在早晨顯眼地棲息於樹頂並鳴聲。壽命約為11年。

## 分佈與棲地
分布于印度、中国南方及东南亚，引种至澳大利亚及其他地区。中国国内分布于西藏东南部、西南地区和华南地区南部。
紅耳鵯棲息於輕度林地區域、灌木叢及農田等較為開闊的地方。自古以來就有牠們爆發性遷徙的記錄，托馬斯·賈頓曾注意到牠們「定期以大群造訪馬德拉斯和其他有林地的城鎮」。
牠們已經在澳大利亞、美國的洛杉磯、夏威夷和佛羅里達州，以及模里西斯、阿桑普申島和馬斯克林群島等地建立了族群。 在佛羅里達州，牠們僅在一小片地區出現，其族群很容易被滅絕。 2013-2015年間，牠們從阿桑普申島被徹底清除，以防止其入侵鄰近的阿爾達布拉島，這是世界上最大的無引入鳥類的熱帶島嶼。
紅耳鵯於1880年由動物學及馴化協會引入悉尼，1920年時已在郊區廣泛定居，並逐步擴展到約100公里外的地區。如今，它們也出現在墨爾本和阿德萊德的郊區，雖然它們如何到達這些地方仍不清楚。

## 行為與生態
在留尼旺島，此物種定居後促進了外來植物物種如Rubus alceifolius的擴散。在佛羅里達州，牠們食用多達24種外來植物的果實和漿果，包括枇杷（Eriobotrya japonica）、馬纓丹、巴西肖乳香（Schinus terebinthifolius）和榕果（Ficus）。 在模里西斯，牠們幫助散播粗壯女貞和毛野牡丹藤的種子。經過牠們消化的種子發芽效果更佳。 紅耳鵯在留尼旺島的族群在三十年間已經發生多樣化，且顯示出根據食物資源適應的喙部形態變異。

### 繁殖

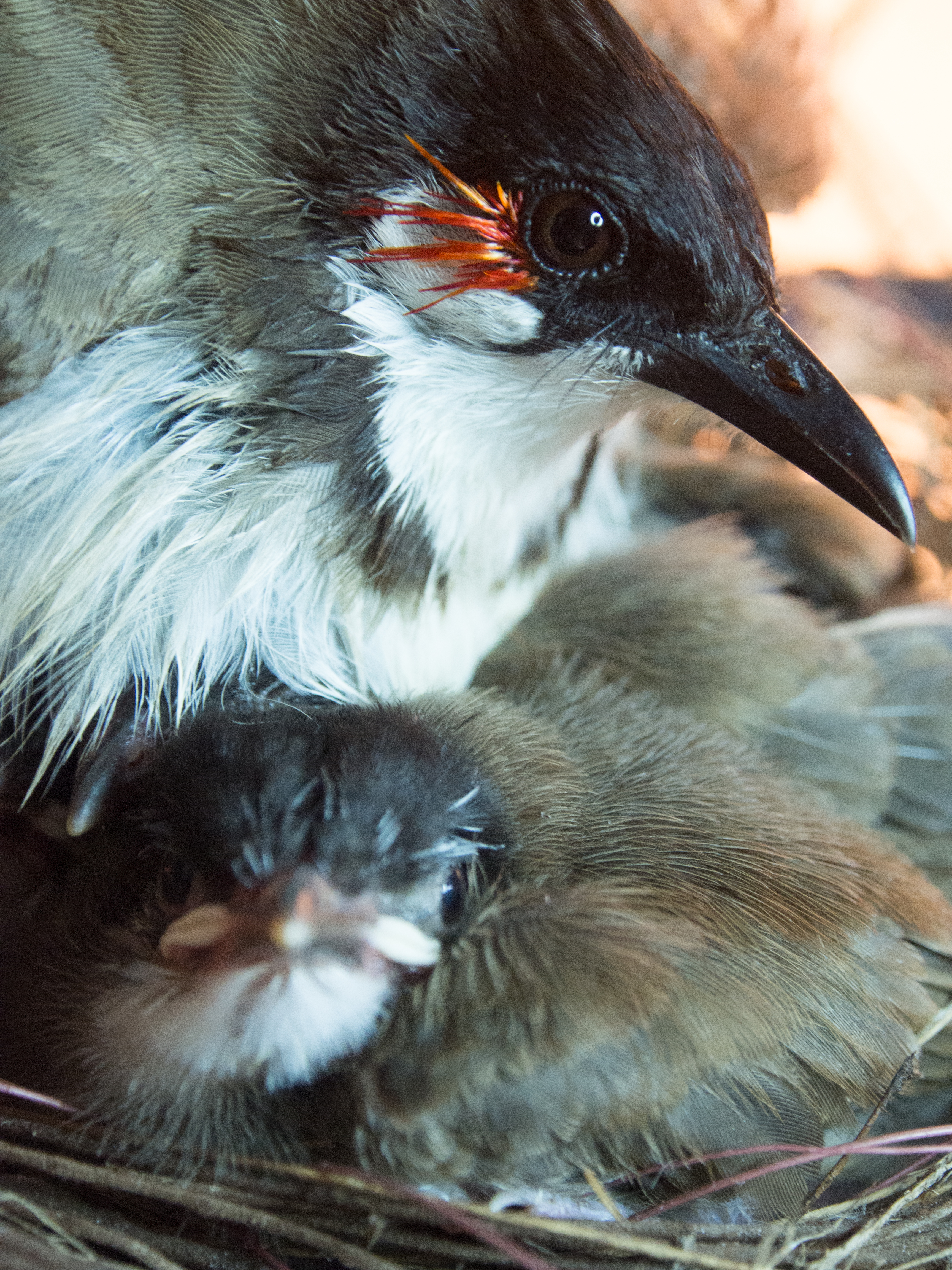
帶著雛鳥在巢裡

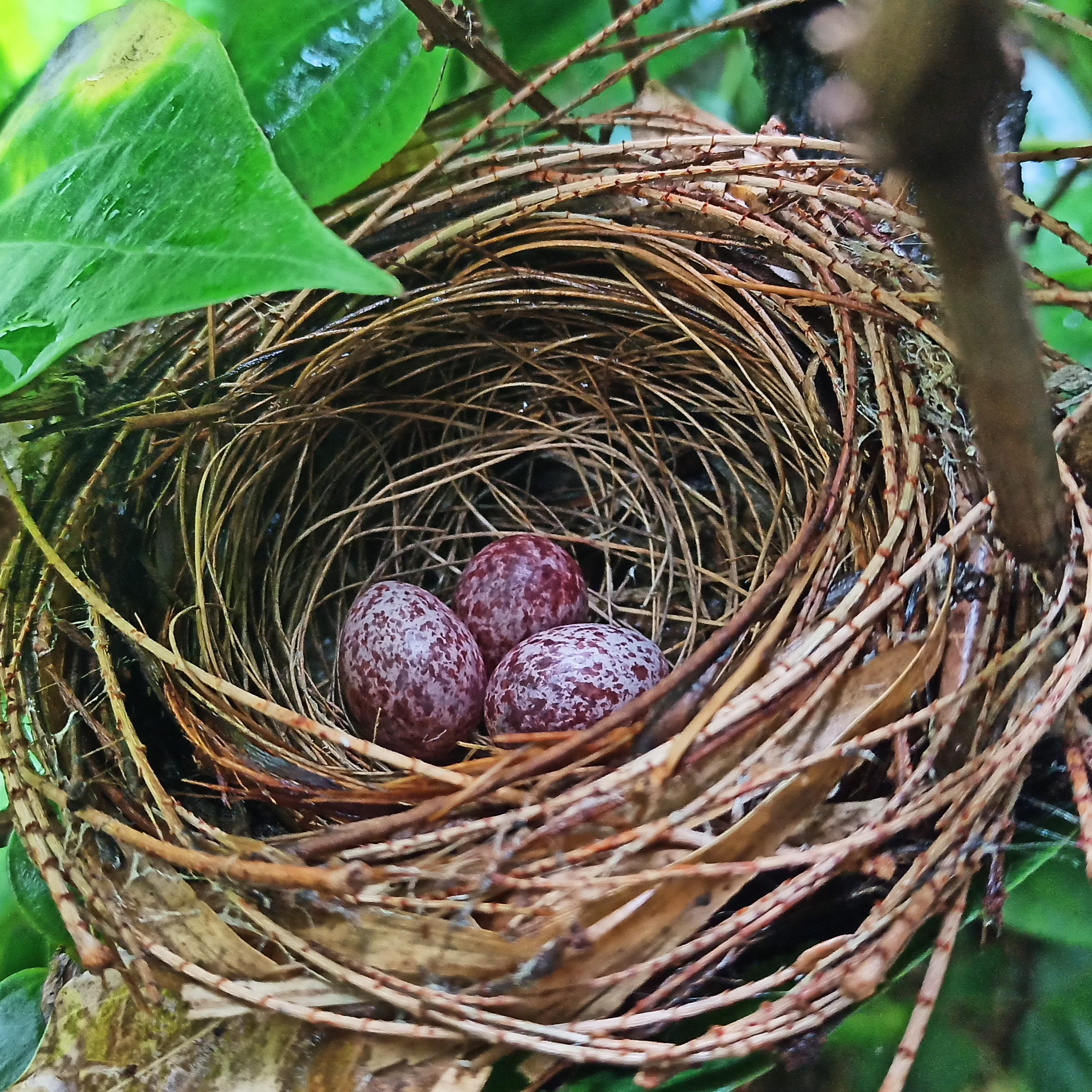
紅耳鵯巢中的蛋

繁殖季節分散開來，南印度的高峰期為12月至5月，而北印度則為3月至10月。 每年可能繁殖一次或兩次。 雄鳥的求偶展示包括低頭、展開尾巴及下垂翅膀。 巢為杯狀，築於灌木叢、茅草牆或小樹上。巢由細小的樹枝、根莖和草編織而成，並用樹皮條、紙或塑膠袋等大物件裝飾。巢卵數通常為兩或三顆。 成鳥（可能是雌鳥）有時會假裝受傷以分散潛在捕食者的注意，遠離巢穴。 卵呈淡紫色地面，靠近寬端處有斑點。卵的尺寸為21毫米長、16毫米寬。 卵孵化需12天。雙親共同撫養幼鳥。幼鳥以毛毛蟲和昆蟲為食，成熟後則改為水果和漿果。 幼鳥為「僅翼部有絨羽」的毛幼。 卵和幼鳥可能會遭褐翅鴉鵑和烏鴉捕食。
繁殖季節時，牠們會捍衛約3,000 m2（32,000 sq ft）的領地。 牠們成群棲息，每群可達一百隻以上的鳥。

### 食物與覓食
紅耳鵯以水果（包括對哺乳動物有毒的黃花夾竹桃果實）、花蜜和昆蟲為食。

### 健康
多種鳥類瘧疾寄生蟲曾被記錄在此物種中。 Plasmodium jiangi於1993年由何氏與黃氏首次在中國東南部發現。

## 文化中的地位
該物種曾在印度部分地區是一種受歡迎的籠中鳥。C. W. Smith 曾記錄道
這些鳥深受當地人喜愛，因為牠們性格無畏且容易馴養。牠們被教導站在手上，在任何印度市場上都能看到大量此類鳥。
該物種在東南亞部分地區仍是受歡迎的籠中鳥。

## 保护措施
在中国大陆，红耳鹎被列入国家林业局2000年8月1日发布的《国家保护的有益的或者有重要经济、科学研究价值的陆生野生动物名录》。

## 外部連結
- 紅耳鵯(Pycnonotus jocosus)(1)鳴聲 （页面存档备份，存于）香港觀鳥會鳥鳴集
- 紅耳鵯(Pycnonotus jocosus)(2)鳴聲 （页面存档备份，存于）香港觀鳥會鳥鳴集